# 福勒维尔
福勒维尔（法語：Folleville，法語發音：[fɔlvil]）是法国厄尔省的一个市镇，属于贝尔奈区。

## 地理
福勒维尔（49°9'13"N, 0°30'22"E）面积6.16 平方千米，位于法国诺曼底大区厄尔省，该省份为法国北部内陆省份，北起滨海塞纳省，西接奧恩省和卡爾瓦多斯省，南至厄尔-卢瓦省，东临瓦兹省、瓦兹河谷省和伊夫林省。
与福勒维尔接壤的市镇（或旧市镇、城区）包括：巴维尔、巴佐克、布瓦西朗贝维尔、库尔贝皮讷、迪朗维尔、勒法夫里勒、圣欧班德塞隆。

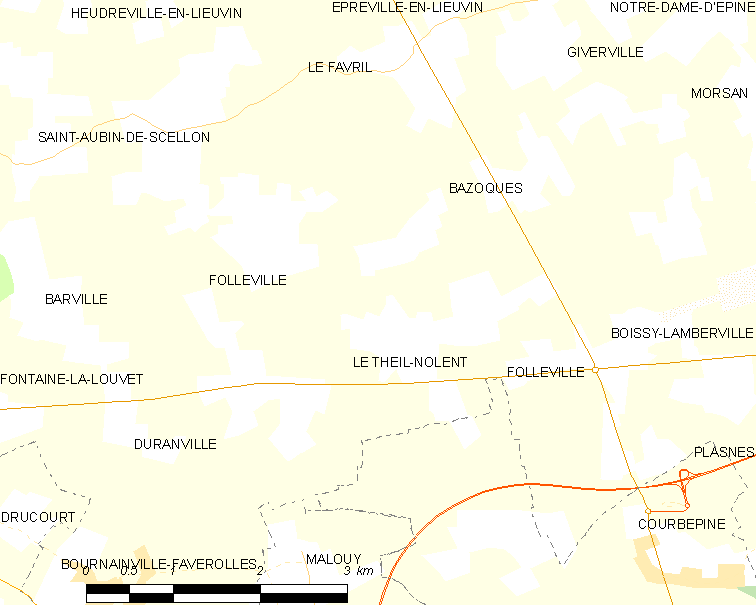
福勒维尔的OSM定位图

福勒维尔的时区为UTC+01:00、UTC+02:00（夏令时）。

## 行政
福勒维尔的邮政编码为27230，INSEE市镇编码为27248。

## 政治
福勒维尔所属的省级选区为伯兹维尔县。

## 人口

1962-2008年间福勒维尔人口变化图示

福勒维尔于2022年1月1日时的人口数量为192人。